# Naamgenoot
Een naamgenoot is een persoon of zaak met dezelfde naam.

## Vóórkomen
Naamgenoten komen heel veel voor, al hangt het er wel sterk vanaf welke naam hetzelfde is als die van de ander. Mensen met dezelfde achternaam zijn er het meest en bij veel voorkomende namen valt dit vaak niet eens meer op, maar van sommige achternamen zijn heel weinig dragers en dan kan de verrassing wel groot zijn.
Ook voornamen leveren veel naamgenoten op en hierbij geldt hetzelfde, de verrassing is des te groter naarmate de naam zeldzamer is. Bij vernoeming wordt aan een baby met opzet dezelfde naam gegeven als die van een familielid. Ook vorsten hadden vaak dezelfde naam, er werd voor de duidelijkheid een Romeins cijfer toegevoegd, zoals Willem I, Willem II, Willem III, Willem IV en Willem V.

## Voorkómen
Sommige naamgenoten worden het liefst voorkómen. Bedrijven willen merken, modellen, typen op de markt brengen met een unieke naam. Ze willen voorkomen dat er verwarring ontstaat bij het publiek en vaak ook dat er financiële claims worden gelegd door de eigenaar van de ander. Vereenvoudiging van het probleem kan liggen in het verschil tussen de branches van beide naamgenoten. Zo kan er bijvoorbeeld een Dove chocolade bestaan naast een Dove huidverzorging. 

## Soorten
- Een persoon met dezelfde achternaam
- Een persoon met dezelfde voornaam
- Een persoon met zowel dezelfde voor- als achternaam
- Een dier met dezelfde naam
- Een vlieg-, vaar- of voertuig met dezelfde naam
- Een voorwerp met zelfde merknaam
- Een model of type met dezelfde naam

Verder kan er sprake zijn van:
- Een vernoeming binnen de familie
- Een (troon)opvolger, soms met een verhoogd cijfer (bijvoorbeeld Willem III)
- Een vernoeming naar iemand die geen familie is
- Een verrassende vaststelling bij een zeldzaam geachte naam
- Een storende verwisseling in post- of e-mailverkeer